# Geografia litoral

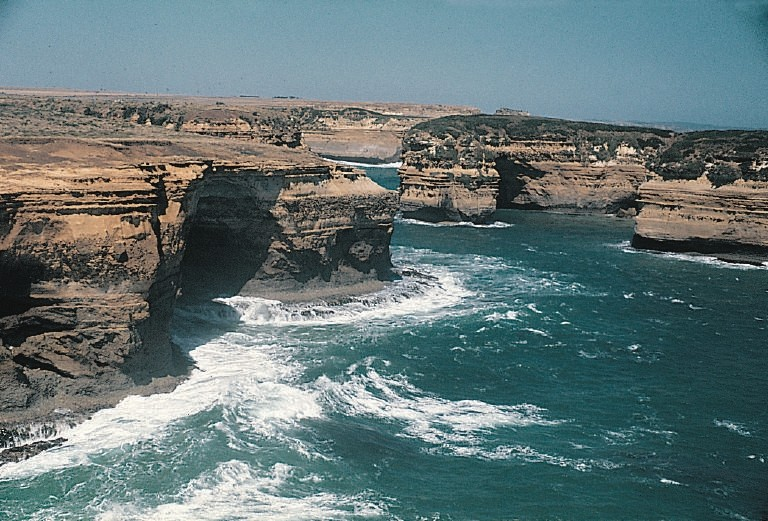
Port Campbell en el sud d'Austràlia és una costa d'alta energia

Les zones litorals són un tipus d'espai amb característiques particulars sobre la superfície de la Terra, pel fet que sorgeixen de la intersecció de tres importants factors geogràfics, com són el  relleu, el mar i el clima, per la qual cosa la dinàmica d'aquests tipus de paisatges és en si més complexa. A aquesta interrelació de factors s'ha d'incloure la presència ocasional d'altres factors (com presència d'estuaris, desenvolupament de sòls, exutoris, activitat humana, gel) que pot fer més complex encara el seu estudi. La geografia litoral per tant estudia els paisatges litorals en el seu conjunt, en especial la seva dinàmica. Això la s'emmarca en el camp de la Geografia física complexa, pel que resulta en una barreja de Geografia regional amb geosinergética dins de la Geografia física.
Les zones litorals arriben a ser especialment complexes tot analitzant només els 3 aitiones principals, ja que a causa de la posició relativa de costa en un mateix banc de sorra poden haver diversos tipus de platges determinats pel seu tipus de zona de rompent. La força variable de l'onatge (deguda en condicions normals a ones de mar local o de mar de fons) determina processos d'acreció o destrucció, aquests últims d'especial força davant esdeveniments meteorològics que poden fer canviar el tipus de rompent, la platja i en gran part un paisatge litoral.
La costa, sent el punt de trobada entre la terra i l'aigua, és un entorn en el que constantment es produeixen l'erosió (remoció de material, a causa de les onades i les marees, corrents marins i el vent) i la sedimentació (entrada material dels rius propers o de les franges de litoral).
La suma d'aquests processos és el balanç de sediments de la costa. Els impactes en el balanç de sediments influeix en gran manera la forma de la costa:
- Si el saldo és negatiu, l'erosió és freqüent, la costa és alta, caracteritzat per penya-segats i penyals;
- Si el saldo és positiu, els fenòmens de sedimentació que són freqüents, Les costes les baixes, i en aquest cas també podem distingir diverses possibilitats: o bé costes obertes, on hi ha una clara separació entre l'aigua i lineal i de les costes continentals o protegits quan, després d'una primera línia de les terres seques s'obren altres miralls d'aigua més o menys relacionats amb el mar (com en les llacunes).

La part de la costa més afectada per l'acció de les onades és la platja, Aquesta comprèn des de la base de la platja (que també és el límit inferior de la costa) fins al nivell màxim assolit per les onades de les tempestes més violentes

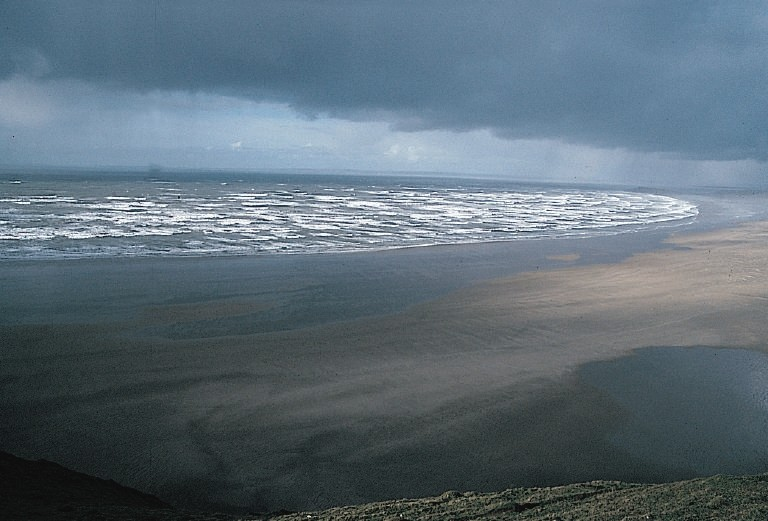
a platja de Rhossili a Gal és una costa de baixa energia.

La platja es pot dividir en tres àrees:
- La platja emergida, part de platja en què arriba l'aigua només durant les onades particularment violentes, com les tempestes;
- La platja intermareal, arriba l'aigua de forma alternada i successiva a través de l'onatge i les marees, és a dir aquesta part de la platja s'exposa a l'aire o s'oculta sota l'aigua en funció de la marea (i per tant està limitada pels nivells màxims i mínims assolits per l'aigua durant les marees més altes i la més baixa),
- La platja submergida, en canvi és la part del context en el qual sempre està cobert amb aigua, però se segueixes veient afectada per l'acció de la dinàmica litoral.

La diferència de condicions d'onades que poden sorgir d'una platja significa que poden tenir característiques físico-geogràfiques molt diferents depenent de la forma de la costa es pot parlar de: península, istme, terme, badia, golf, etc. L'estructura de la línia de costa és molt variada i depèn de la terra, les aigües que corren sobre ell i la seva exposició a les inclemències meteorològiques diverses.